# Myotis bocagii
Myotis bocagii је врста слепог миша из породице вечерњака (лат. Vespertilionidae).

## Распрострањење
Врста је присутна у Анголи, Бенину, Бурундију, Габону, Гани, ДР Конгу, Екваторијалној Гвинеји, Етиопији, Замбији, Зимбабвеу, Јемену, Јужноафричкој Републици, Камеруну, Кенији, Либерији, Малавију, Мозамбику, Нигерији, Обали Слоноваче, Републици Конго, Руанди, Сенегалу, Сијера Леонеу, Судану, Танзанији, Тогу, Уганди и Централноафричкој Републици.

## Станиште
Врста Myotis bocagii има станиште на копну.

## Угроженост
Ова врста није угрожена, и наведена је као последња брига јер има широко распрострањење.

### Популациони тренд
Популациони тренд је за ову врсту непознат.